# Žiganja vas
Žiganja vas je naselje v Občini Tržič.